# Alexander Polyhistor
Lucius Cornelius Alexander Polyhistor , död omkring 35 f.Kr., var en grekisk filosof, historiker och geograf.
Alexander var huvudsakligen verksam i Rom. Fragment av hans skrifter finns bevarade och har gett värdefull information om antiken. Han lät även nedteckna viktiga utdrag ur judiska författares skrifter och på så vis bevarat dessa för eftervärlden.